# Ковальов Олексій Володимирович
Олексій Володимирович Ковальо́в (нар. 24 березня 1932, с. Піски, Новопсковський район Харківської області  — пом. 31 березня 2009, м. Донецьк) — український артист балету, балетмейстер і педагог; народний артист УРСР з 1967 року.

## Біографія
Народився 24 березня 1932 року в селі Пісках Новопсковського району Харківської області (тепер — Старобільський район Луганської області). 1951 року закінчив Київське хореографічне училище, де навчався, зокрема, у Романа Зубова, Роберта Клявіна.
Упродовж 1951—1972 років — соліст Донецького театру опери та балету. У подальшому працював у Донецьку: у 1972—1974 — педагогом студії; у 1990—2009 роках — педагогом-репетитором балету Заслуженого ансамблю пісні і танцю України «Донбасу». Одночасно у 1974—1978 роках працював хореографом; у 1979—1981 роках — балетмейстером хореографічних колективів при міських Палацах культури; у 1981—1990 роках — балетмейстером-репетитором Заслуженого ансамблю танцю «Заграви». Помер у Донецьку 31 березня 2009 року.

## Партії
- Андрій, Івасик («Оксана», «Чорне золото» Вадима Гомоляки);
- Лукаш («Лісова пісня» Михайла Скорульського);
- Степан («Лілея» Костянтина Данькевича);
- Зигфрід, Дезіре, Паоло («Лебедине озеро», «Спляча красуня», «Франческа да Ріміні» Петра Чайковського);
- Вацлав («Бахчисарайський фонтан» Бориса Асаф'єва);
- Жан де Брієн, Коломан («Раймонда» Олександра Глазунова);
- Ромео, Принц («Ромео і Джульєтта», «Попелюшка» Сергія Прокоф'єва);
- Ленні («Стежкою грому» Кара Караєва);
- Альберт («Жізель» Адольфа Адама);
- Базиль, Солор («Дон Кіхот», «Баядерка» Людвіга Мінкуса).